# خافيير دي هوز
خافيير دي هوز (بالإسبانية: Javier de Hoz)‏ هو لغوي إسباني، ولد في 29 يوليو 1940 في مدريد في إسبانيا، وتوفي في 12 يناير 2019.